# Oksana Žolnovyčová
Oksana Ivanovna Žolnovyčová (ukrajinsky Оксана Іванівна Жолнович; * 21. února 1979, Lvov) je ukrajinská právnička a politička. Od roku 2022 působí jako ministryně sociální politiky Ukrajiny ve vládě Denyse Šmyhala. 
Vystudovala práva na Lvovské univerzitě se specializací na pracovní právo. Od roku 2019 byla poradkyní ministra sociální politiky a následně v administrativě prezidenta Zelenského vedla odbor sociální politiky a ochrany zdraví. V červenci 2022 byla jmenována ministryní sociální politiky Ukrajiny. 